# 後藤文嘉
後藤 文嘉（ごとう ふみよし、1989年〈平成元年〉10月16日 - ）は、日本の元俳優。身長173cm。所属事務所はオフィスジュニア。元ZEN THE HOLLYWOODメンバー。劇団低気圧ボーイ（ズ）の一人。
B86cm/W68cm/H89cm、靴27cm、血液型O型。趣味はカメラ、ロードバイク。特技は殺陣・囲碁。2016年末をもって俳優業を引退した。

## 主な出演作品

### 舞台
- TAIFU-（2010年7月19日・20日）低気圧ボーイ（ズ）
- 百景島シードパラダイス（2011年8月2日・8日・9日）低気圧ボーイ（ズ）
- バベル一家（2011年10月7日・10月8日）低気圧ボーイ（ズ）
- 背水フォーメーションZ（2012年1月27日〜29日）低気圧ボーイ（ズ）
- BANANA FISH（2012年10月24日〜11月24日）六行会ホール
- 愛の戦士アイアンファンク（2013年4月6日〜4月14日）IRONBANK＠カフェFLAT ー不動山マモル役
- ZIPANGパイレーツ（2013年8月7日〜8月12日）あうるすぽっと
- Innocent World（2014年6月25日〜6月29日）六行会ホール－エストリー役
- ハマトラ THE STAGE-DOUBLE MISSION-（2015年3月14日〜3月22日）星陵会館ホール－さなぎ会教祖 なぎこ役
- 舞台STORM LOVER〜波打ち際の王子SUMMER 改！〜（2015年5月23日〜31日）CBGKシブゲキ!!ー女神役 他
- CENDRILLON（2015年8月12日〜16日）本多劇場グループ「小劇場B1」－デュパン・プロスペロ役 主演
- 灰とダイヤモンド the sky was absolutely black〜（2016年2月11日、13日、14日）サンモールスタジオ－オニキス役

### イベント
- Innocent Midsummer〜真夏世界（2014年8月24日）秋葉原UDXシアター

### TV
- トーキョーライブ22時〜ニチヨルまったり放送中〜（2015年2月22日、テレビ東京）

### CM
- オキシー　オイルコントロール化粧水「アブラを抑える化粧水」篇　（2014年、ロート製薬株式会社）

### PV
- flumpool「大好きだった」（2015年）
- 乃木坂46 松村沙友理「ガチャ子さん」(「今、話したい誰かがいる」初回仕様限定(CD＋DVD盤)Type-Cに収録、2015年)

### DVD
- 少年ハリウッド ハリウッドTVジャパン vol.1　〜初めてだらけの大クリスマス〜（2014年3月、キングレコード）
- 少年ハリウッド ハリウッドTVジャパン vol.2　〜甘い季節にご用心〜（2014年4月、キングレコード）
- 少年ハリウッド ハリウッドTVジャパン vol.3　〜ときめきお弁当祭り〜（2014年5月、キングレコード）
- 少年ハリウッドTVジャパンvol．4 〜未公開公開祭りでJIN JIN〜（2014年6月、キングレコード）
- 少年ハリウッドTVジャパンvol．5（2014年7月、キングレコード）
- 少年ハリウッドTVジャパンvol．6（2014年8月、キングレコード）
- 少年ハリウッドTVジャパンvol．7（2014年9月、キングレコード）
- 少年ハリウッドTVジャパンvol．8（2014年10月、キングレコード）
- Innocent World（2014年12月、Be With）
- 舞台STORM LOVER〜波打ち際の王子SUMMER 改！〜 (2015年9月、D3P)
- ハマトラ THE STAGE-DOUBLE MISSION-(2015年10月、映劇)

### その他
イトーヨーカドー 今賀旬(いまがしゅん)君 コンテスト